# Mosbachwiesen bei Rönshausen
Koordinaten: 50° 28′ 27″ N, 9° 44′ 51″ O
Das Naturschutzgebiet Mosbachwiesen bei Rönshausen liegt auf dem Gebiet der Gemeinde Eichenzell im osthessischen Landkreis Fulda.
Das Gebiet erstreckt sich südöstlich von Rönshausen und südwestlich von Lütter – beide Ortsteile von Eichenzell – entlang der Fulda. Nördlich des Gebietes verläuft die Landesstraße L 3307 und östlich die L 3458. Östlich fließt auch die Lütter, ein rechter Zufluss der Fulda.

## Bedeutung
Das 22,4 ha große Gebiet steht seit dem Jahr 1985 unter der Kennung 1631013 unter Naturschutz.